# Боск-Рену-ан-Уш
Боск-Рену́-ан-Уш (фр. Bosc-Renoult-en-Ouche) — колишній муніципалітет у Франції, у регіоні Нормандія, департамент Ер. Населення — 157 осіб (2011).
Муніципалітет був розташований на відстані близько 125 км на захід від Парижа, 65 км на південний захід від Руана, 33 км на захід від Евре.

## Історія
До 2015 року муніципалітет перебував у складі регіону Верхня Нормандія. Від 1 січня 2016 року належав до нового об'єднаного регіону Нормандія.
1 січня 2016 року Боск-Рену-ан-Уш, Ажу, Ла-Барр-ан-Уш, Боменій, Епіне, Жизе-ла-Кудр, Гутьєр, Граншен, Жонкре-де-Ліве, Ландперез, Ла-Русьєр, Сент-Обен-де-Е, Сент-Обен-ле-Гішар, Сент-Маргерит-ан-Уш, Сен-П'єрр-дю-Меній i Тевре було об'єднано в новий муніципалітет Мені-ан-Уш.

## Демографія
Динаміка населення (INSEE ):
Розподіл населення за віком та статтю (2006):
| Стать | Всього | До 15 років | 15-24 | 25-44 | 45-64 | 65-85 | Понад 85 |
| --- | ------ | ----------- | ----- | ----- | ----- | ----- | -------- |
| Чоловіки | 60     | 4           | 4     | 20    | 24    | 8     | 0        |
| Жінки | 88     | 24          | 12    | 16    | 20    | 16    | 0        |
| \| Статево-вікова піраміда \| Статево-вікова піраміда \| Статево-вікова піраміда \| \| ----------------------- \| ----------------------- \| ----------------------- \| \| Чоловіки \| Вік \| Жінки \| \| 0 \| 85 + \| 0 \| \| 0 \| 80-84 \| 8 \| \| 4 \| 75-79 \| 8 \| \| 0 \| 70-74 \| 0 \| \| 4 \| 65-69 \| 0 \| \| 0 \| 60-64 \| 0 \| \| 8 \| 55-59 \| 8 \| \| 12 \| 50-54 \| 8 \| \| 4 \| 45-49 \| 4 \| \| 4 \| 40-44 \| 0 \| \| 12 \| 35-39 \| 8 \| \| 4 \| 30-34 \| 4 \| \| 0 \| 25-29 \| 4 \| \| 4 \| 20-24 \| 12 \| \| 0 \| 15-20 \| 0 \| \| 0 \| 10-14 \| 4 \| \| 0 \| 5-9 \| 8 \| \| 4 \| 0-4 \| 12 \| |        |             |       |       |       |       |          |
| Статево-вікова піраміда |        |             |       |       |       |       |          |
| Чоловіки | Вік    | Жінки       |       |       |       |       |          |
| 0 | 85 +   | 0           |       |       |       |       |          |
| 0 | 80-84  | 8           |       |       |       |       |          |
| 4 | 75-79  | 8           |       |       |       |       |          |
| 0 | 70-74  | 0           |       |       |       |       |          |
| 4 | 65-69  | 0           |       |       |       |       |          |
| 0 | 60-64  | 0           |       |       |       |       |          |
| 8 | 55-59  | 8           |       |       |       |       |          |
| 12 | 50-54  | 8           |       |       |       |       |          |
| 4 | 45-49  | 4           |       |       |       |       |          |
| 4 | 40-44  | 0           |       |       |       |       |          |
| 12 | 35-39  | 8           |       |       |       |       |          |
| 4 | 30-34  | 4           |       |       |       |       |          |
| 0 | 25-29  | 4           |       |       |       |       |          |
| 4 | 20-24  | 12          |       |       |       |       |          |
| 0 | 15-20  | 0           |       |       |       |       |          |
| 0 | 10-14  | 4           |       |       |       |       |          |
| 0 | 5-9    | 8           |       |       |       |       |          |
| 4 | 0-4    | 12          |       |       |       |       |          |

## Економіка
2010 року серед 98 осіб працездатного віку (15—64 років) 67 були активними, 31 — неактивною (показник активності 68,4%, у 1999 році було 67,0%). З 67 активних мешканців працювало 58 осіб (37 чоловіків та 21 жінка), безробітними було 9 (4 чоловіки та 5 жінок). Серед 31 неактивної 4 особи були учнями чи студентами, 10 — пенсіонерами, 17 були неактивними з інших причин.

У 2010 році в муніципалітеті числилось 59 оподаткованих домогосподарств, у яких проживали 145,0 особи, медіана доходів виносила 16 899 євро на одного особоспоживача